# Ústav pro německou hudbu na východě
Institut pro německou hudbu na východě (německy Institut für Deutsche Musik im Osten, zkr. IDMO) v Bergisch Gladbachu byla organizace založená v roce 1955. 

## Historie
Institut byl založen v Bensbergu hudebním pedagogem Gotthardem Speerem jako Institut für Ostdeutsche Musik (Institut pro východoněmeckou hudbu), který byl na základě německého "Kulturního paragrafu" (§ 96 BVFG) zodpovědný za péči o německé hudební kulturní statky z oblastí Slezska, východního a západního Pruska, Gdaňsku, pobaltských států a německých sídelních oblastí v jihovýchodní Evropě a bývalém Sovětském svazu. Ústav se původně nacházel na radnici Bergisch Gladbachu.
Bensbergův institut vznikl jako rozšíření Speerovy Pracovní skupiny pro slezskou píseň a slezskou hudbu (Arbeitskreis für Schlesisches Lied und Schlesische Musik).
Péčí o samostatnou agendu německo-českého hudebního dědictví byl pověřen Sudetoněmecký hudební institut v Řezně, sponzorovaný okresem Horní Falc.
IDMO byl finančně i personálně podporován spokovým ministerstvem vnitra,   dotace však byly v polovině roku 1998 zastaveny.
Slezský hudební lexikon byl v jistém smyslu „zachráněn před bankrotem podpory kultury vysídlených osob, která již nebyla politicky vhodná“. Inventář ústavu včetně všech dokumentů encyklopedie byl dočasně uložen v kůlně, kde se nachází dodnes. 
IDMO vydalo několik publikací o hudební historii východoněmeckých oblsatí. Ve spolupráci s vysílacími společnostmi IDMO vydalo také sérii desek Anthologie ostdeutscher Musik (Antologie východoněmecké hudby), „jejíž program sahal od lidových písní, raných varhanních skladeb a renesančních loutnových mistrů až po skladatele jako byli Andreas Hammerschmidt, Heinrich Ignaz Franz Biber, Karl Ditters von Dittersdorf až do 20. století: byla zde přístupná díla Richarda Wetze, Oskara Gottlieba Blarra, Michaela Denhoffa, Martina Christopha Redela a Güntera Bialase.“
IDMO shromáždil a spravoval na 15 000 hudebních svazků, přibližně 3 500 hudebních knih a asi 700 nahrávek, jakož i celé či dílčí pozůstalosti od německých skladatelů. Kromě toho také zorganizoval řadu hudebních konferencí.

## Publikace IDMO
- Lothar Hoffmann-Erbrecht, Institut für Deutsche Musik im Osten zur Musikgeschichte der Deutschen und ihrer Nachbarn in Ost-, Ostmittel- und Südosteuropa (Hrsg.): Schlesisches Musiklexikon. Verlag Wißner, 2001, ISBN 978-3-89639-242-8.

## Vedoucí IDMO
- 1955-19? Gotthard Speer
- 1989–1993 Helmut Loos
- 1993–1998 Klaus-Peter Koch